# Ladjar
Ladjar je oseba ali podjetje, ki se ukvarja s prevozom po morju, rekah ali jezerih. Največkrat je ladjar lastnik ene ali več ladij, to je trgovskih ali potniških plovil, ki pa so lahko v lasti posameznika, podjetja, v nekomercialni lasti, v najemu ali leasingu. 
V komercialnem pomenu izraza je ladjar nekdo, ki opremi in uporablja plovilo za dostavo tovora, za določeno pogodbeno voznino (cena prevoza med dvema pristaniščema), ali na podlagi najema (po ceni na dan uporabe). 
Ponavadi ladjar posluje preko podjetja, lahko pa so ladjarji tudi organizirane skupine posameznikov, delniške družbe ali investicijski skladi, ki od prevoza pričakujejo določen zaslužek in dobiček. 
Če je lastnik plovila podjetje, lahko ladjar (v njegovem imenu) po pogodbi opravlja tehnično upravljanje plovila, lahko najeme kapitana ter posadko ali zgolj del ladijskega prostora. Vse to lahko deloma ali v celoti prenese na zunanje izvajalce.

Ladjarji so običajno člani nacionalne ladjarske zbornice (v Sloveniji: Zveza pomorsko prometnih agencij Slovenije), s plovili, vpisanimi v pomorski register (v Sloveniji: Vpisnik morskih čolnov), ali v pomorske registre drugih držav. Mednarodna ladijska zbornica ICS (International Chamber of Shipping), ustanovljena leta 1921, je globalna organizacija lastnikov ladij in njihovih nacionalnih zbornic, ki dejansko predstavlja približno 80 % celotne tonaže svetovnega ladijskega prometa.

## Slovenski ladjarji
Tudi Slovenci so skozi zgodovino vlagali kapital v nakup ladij ali delnic pomorskih družb, kar je omogočilo razvoj ladjarstva. Pomembne slovenske ladjarske družine, kot je rodbina Kalister-Gorup, so igrale ključno vlogo v pomorskem prometu ter pripomogle k razvoju Trsta in Reke.